# Liste der Monuments historiques in Petite-Rosselle
Die Liste der Monuments historiques in Petite-Rosselle führt die Monuments historiques in der französischen Gemeinde Petite-Rosselle auf.

## Liste der Immobilien
| Bezeichnung                       | Beschreibung | Standort | Kennzeichnung | Schutzstatus | Datum | Bild           |
| --------------------------------- | --- | -------- | ------------- | ------------ | ----- | -------------- |
| Bergwerksgelände Wendel-Vuillemin | Ensemble aus Fördertürmen und Betriebsgebäuden der Gruben Vuillemin 2 und Wendel 1–3, teilweise einschließlich der Maschinen; zwischen 1865 und 1986 entstanden, heute Museumskomplex La Mine, musée du carreau Wendel | (Lage)   | PA57000018    | Inscrit      | 1998  | weitere Bilder |

## Liste der Objekte
| Bezeichnung                | Beschreibung                                            | Standort                          | Kennzeichnung | Schutzstatus | Datum | Bild |
| -------------------------- | ------------------------------------------------------- | --------------------------------- | ------------- | ------------ | ----- | ---- |
| Tenderlokomotive 020 BTT 7 | 1928 bei Hanomag gebaut (Nr. 10580); ehemals in Senones | im Musée du carreau Wendel (Lage) | PM88000906    | Inscrit      | 1987  |      |